# José Xavier
Pour les articles homonymes, voir Xavier.
José Xavier, de son nom complet José Augusto Bordalo Xavier, est un footballeur portugais né le 15 août 1969 à Serpa. Il évolue au poste de milieu central.

## Biographie
Il fait partie des champions du monde des moins de 20 ans en 1989.

## Carrière
- 1988-1989 :  GD Estoril-Praia
- 1989-1990 :  UR Mirense
- 1990-1991 :  UD Leiria
- 1991-1993 :  Atlético Marinhense
- 1993-1995 :  CD Feirense
- 1995-1998 :  SC Vila Real
- 1998-2002 :  Atlético Marinhense[1],[2]

## Palmarès

### En sélection
- Vainqueur de la Coupe du monde des moins de 20 ans en 1989